# В'яле (провінція Асті)
В'яле (італ. Viale, п'єм. Vial) — муніципалітет в Італії, у регіоні П'ємонт,  провінція Асті.
В'яле розташовані на відстані близько 500 км на північний захід від Рима, 29 км на схід від Турина, 17 км на північний захід від Асті.
Населення — 248 осіб (2014).
Щорічний фестиваль відбувається 16 серпня. Покровитель — святий Рох.

## Демографія
Населення за роками:

Станом на 1 січня 2023 року в муніципалітеті офіційно проживали 34 іноземці з 9 країн, серед них 24 громадяни країн Євросоюзу.

## Сусідні муніципалітети
- Кортанце
- Кортаццоне
- Монтафія
- П'єа
- Сольйо